# Leo De Rycke
Leo De Rycke (* 13. März 1965) ist ein belgischer Basketballfunktionär. 

## Leben
De Rycke spielte Basketball in Merksem, Willebroek, RB Antwerpen und Löwen, teils auch in der ersten belgischen Liga und im Europapokal. Nachdem er hernach als Trainer tätig gewesen war, übernahm De Rycke im März 2010 das Manageramt beim belgischen Spitzenverein Giants Antwerpen. Während seiner Amtszeit gewann die Mannschaft 2017 den Supercup, in der Saison 2018/19 den belgischen Pokalwettbewerb, 2012, 2013, 2016 sowie 2018 stand man ebenfalls im Endspiel, verlor jedoch.
Am 1. Juli 2019 trat er beim deutschen Bundesligisten Brose Bamberg das Amt des Sportdirektors an. Er hatte von den Franken einen Dreijahresvertrag erhalten. Ende Juli 2020 wurde der Vertrag vorzeitig aufgelöst. Seit April 2021 bekleidet De Rycke das Amt des Sportdirektors des französischen Clubs Élan Sportif Chalonnais. Nach dem Abstieg aus der ersten französischen Liga, Pro A, im Frühsommer 2021 holte De Rycke zur Saison 2021/22 den Deutschen Sebastian Machowski als Trainer nach Chalon. Im Sommer 2022 endete De Ryckes Amtszeit in Chalon.
Im Juni 2023 trat er seinen Dienst als Sportdirektor von New Basket Brindisi (Italien) an.